# 立陶宛武装部队
立陶宛武装部队是立陶宛的军队，是對抗国家安全威胁的主要威慑力量。目前大约由20,565名现役人员组成。
立陶宛的防御系统基于立陶宛《国家安全战略》规定的“全面和无条件防御”概念。立陶宛防务政策的目标是使其社会为全面防务做好准备，并将立陶宛纳入西方安全和防务结构。国防部负责作战部队、搜救和情报行动。
4,800名边防警卫受内政部监督，负责边境保护、护照和海关关税，并与海军共同负责拦截走私/贩毒。边防警察的工作人员不是防御系统的正式组成部分，但在遭到入侵时将协助军队。一个专门的安全部门负责处理贵宾保护和通信安全。
立陶宛允许具有双重国籍的人可以参与立陶宛武装部队的服役。立陶宛的徵兵制原于2008年9月结束，但由于对俄乌战争中地缘政治环境的担忧，于2015年重新开始征兵。2024年12月19日，出于国家安全风险，立陶宛议会通过法律修正案，被立陶宛政府列入禁止旅行的国家（俄罗斯、白俄罗斯、中国）的公民不得参与任何形式的立陶宛兵役。

## 结构

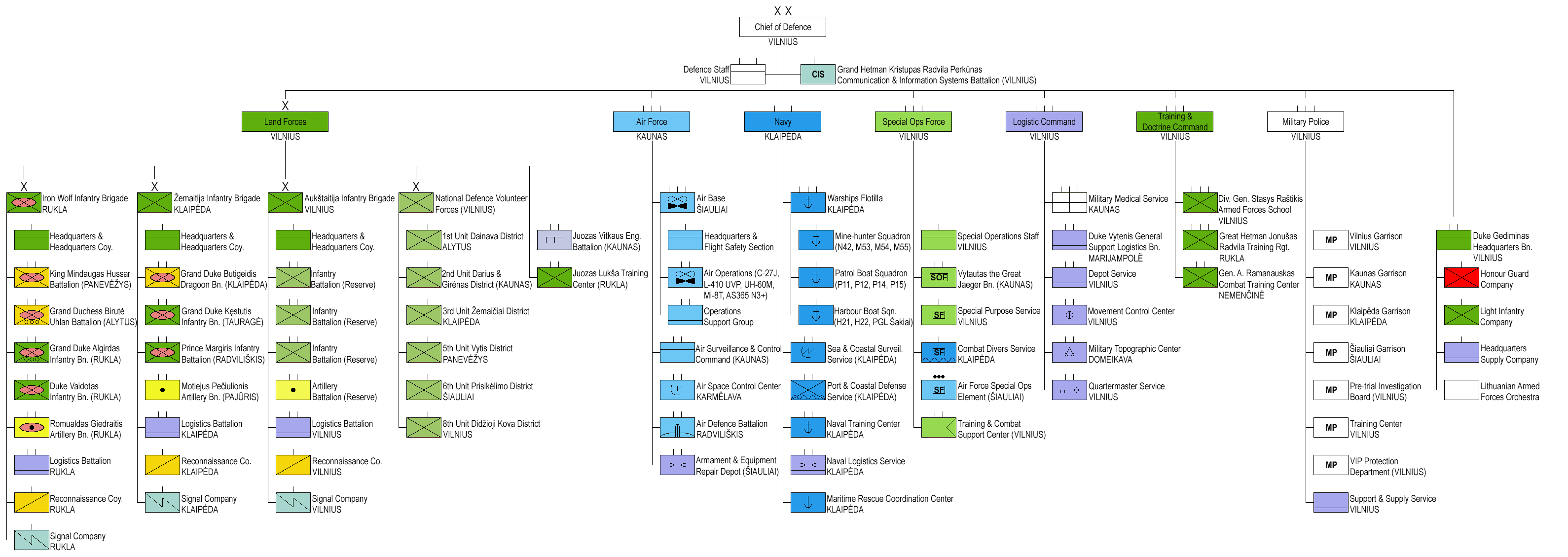
立陶宛军队结构（2020年）

立陶宛军队包括立陶宛陆军、立陶宛空军、立陶宛海军、立陶宛特种军和其他部队：后勤指挥部、训练和条令指挥部、总部营、宪兵。特种军和宪兵直接隶属于国防部长。预备役部队由立陶宛国防志愿军指挥。
立陶宛步枪手联盟是一个与军队合作的准军事组织，但它不是军队的一部分。然而，在战争状态下，其武装编队由军队指挥。这同样适用于国家边防局和公安局。

## 立陶宛陸軍

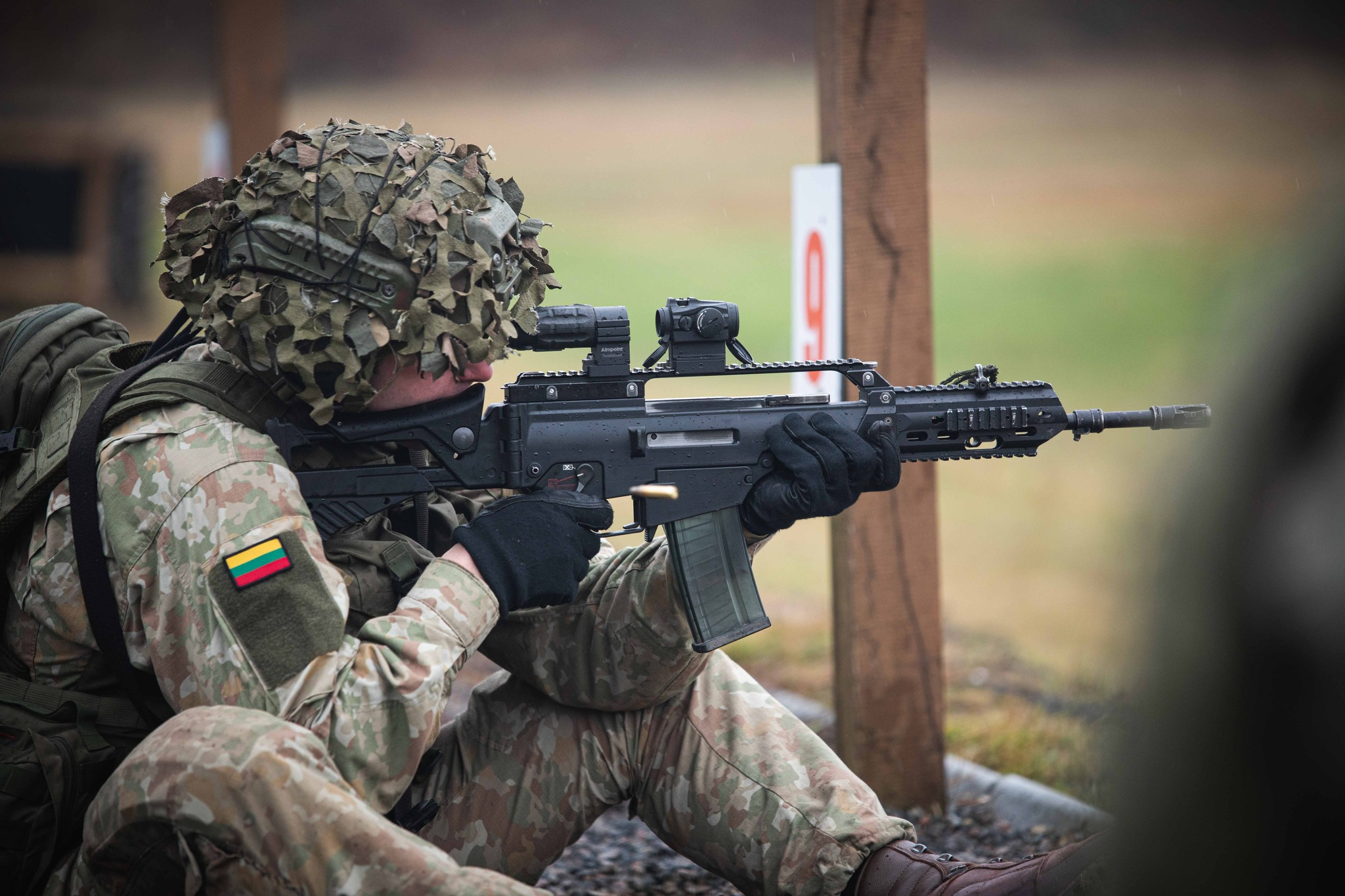
HK G36突擊步槍
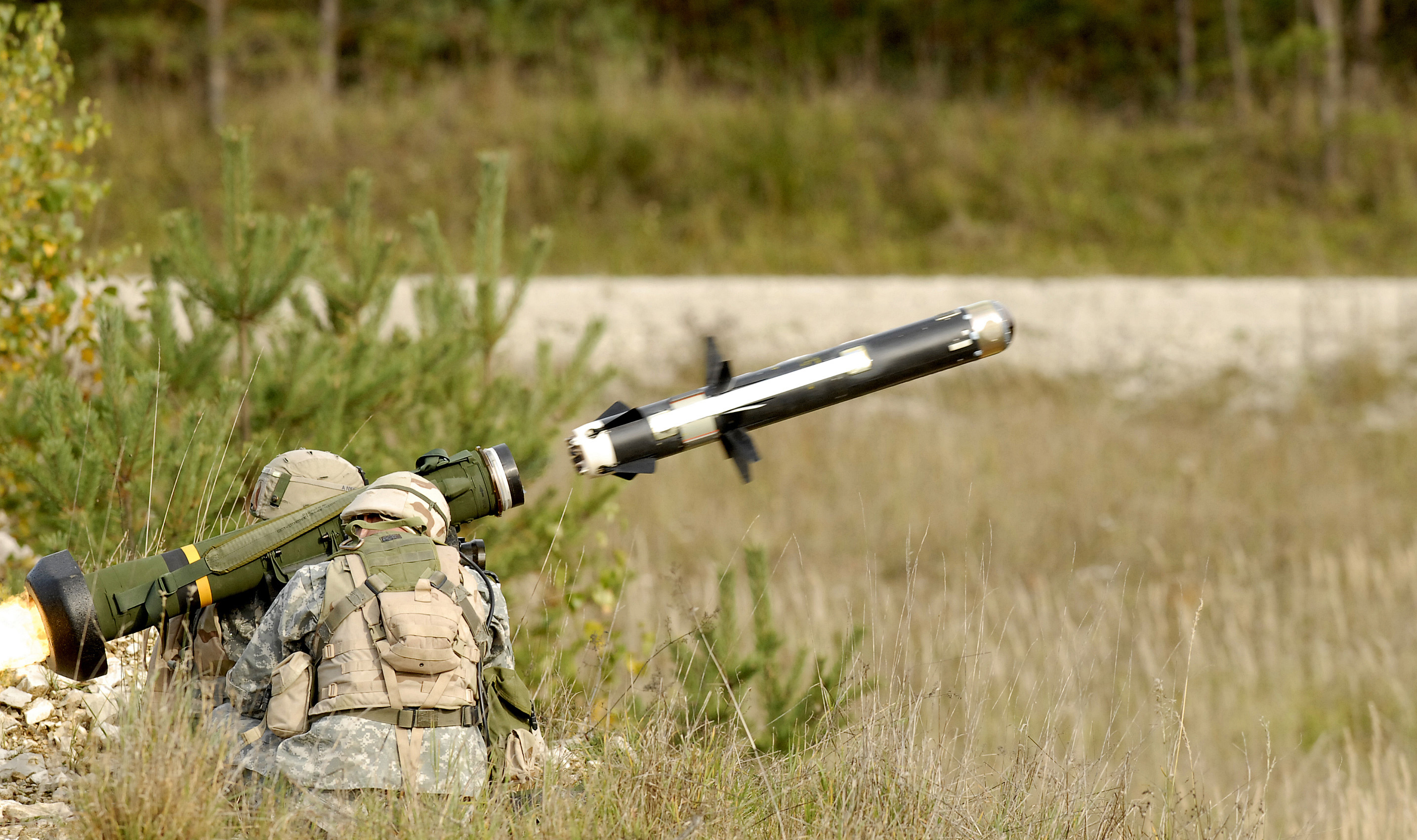
FGM-148標槍飛彈
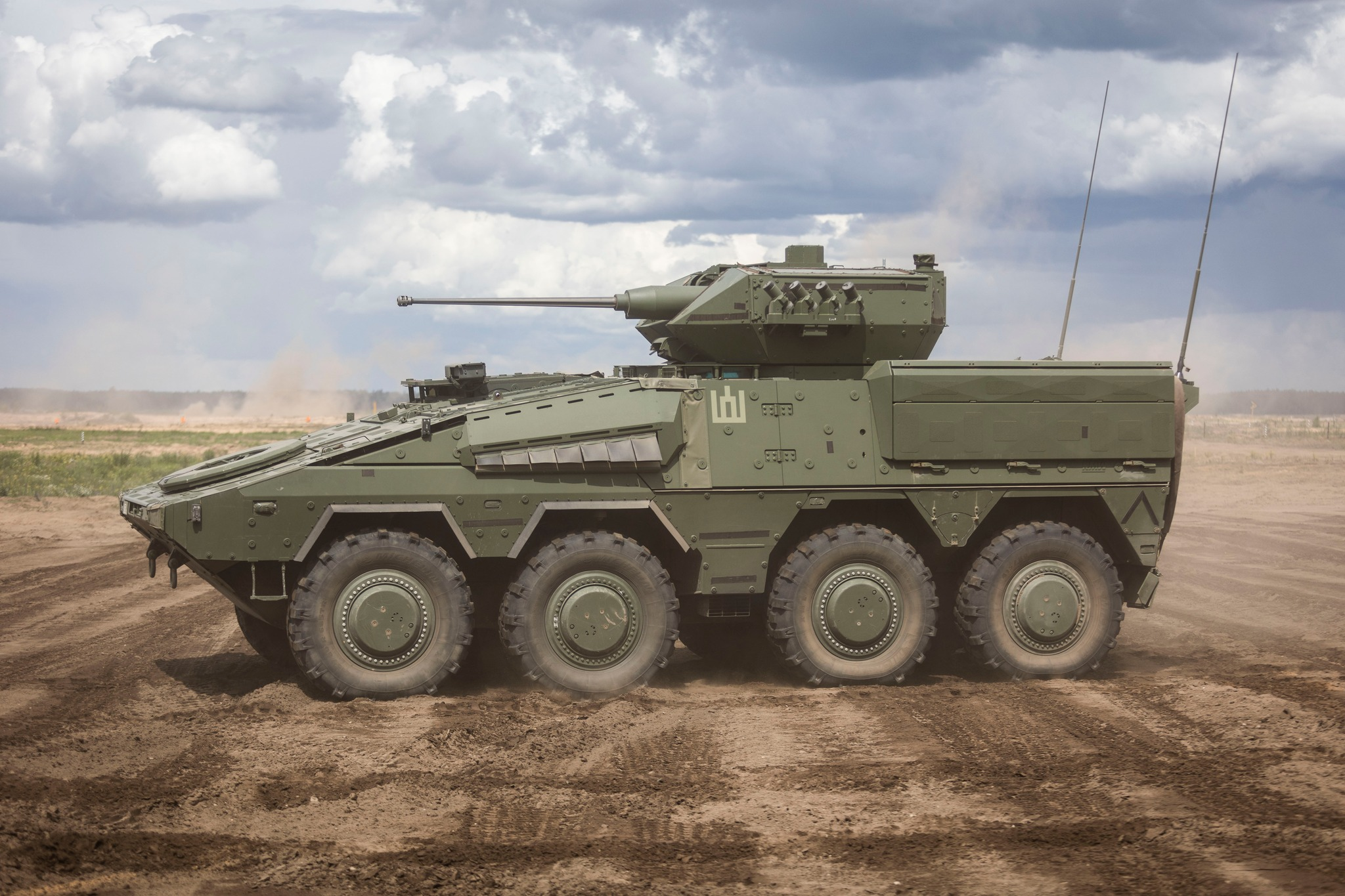
狼式装步战车
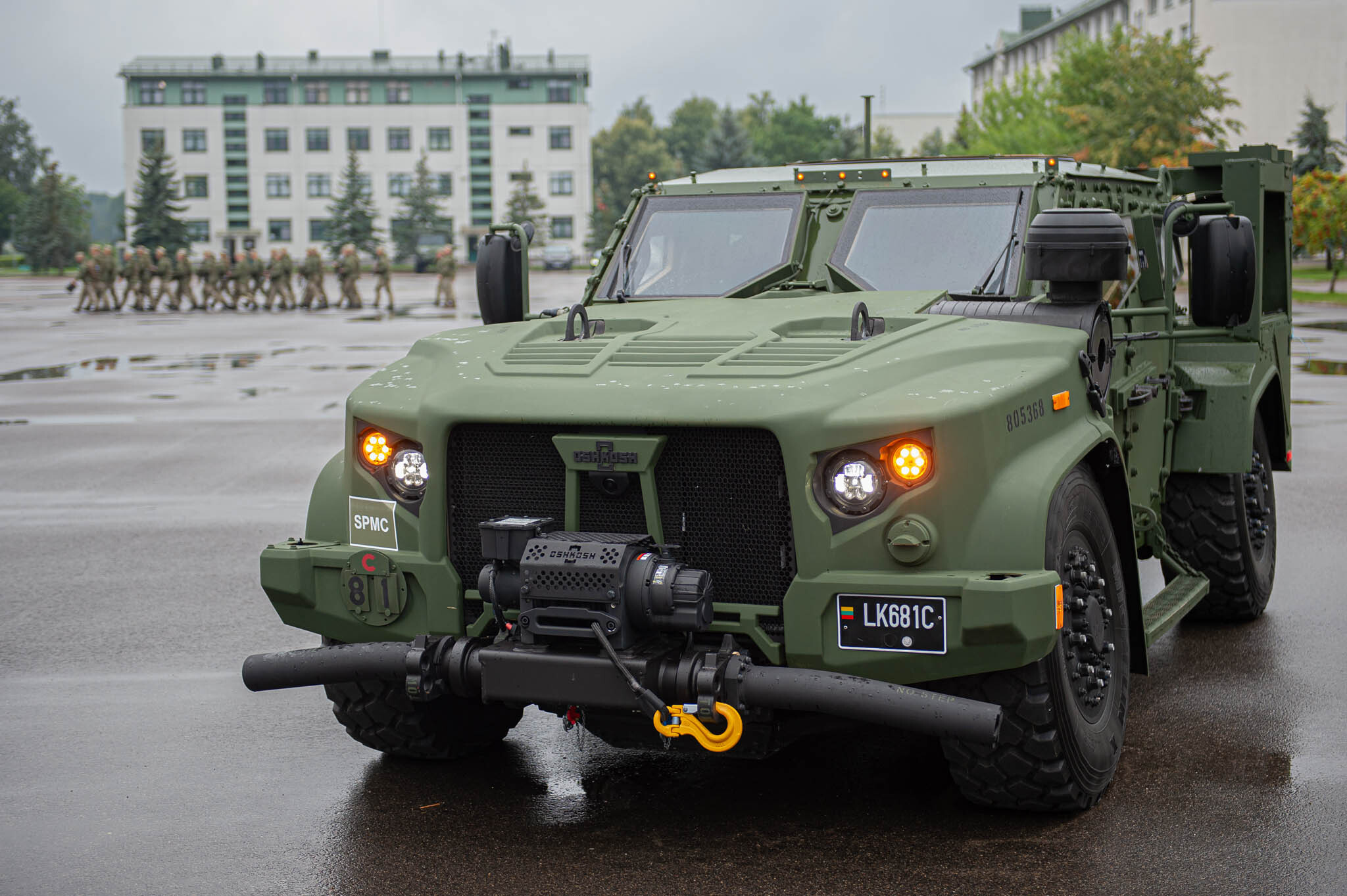
聯合輕型戰術車
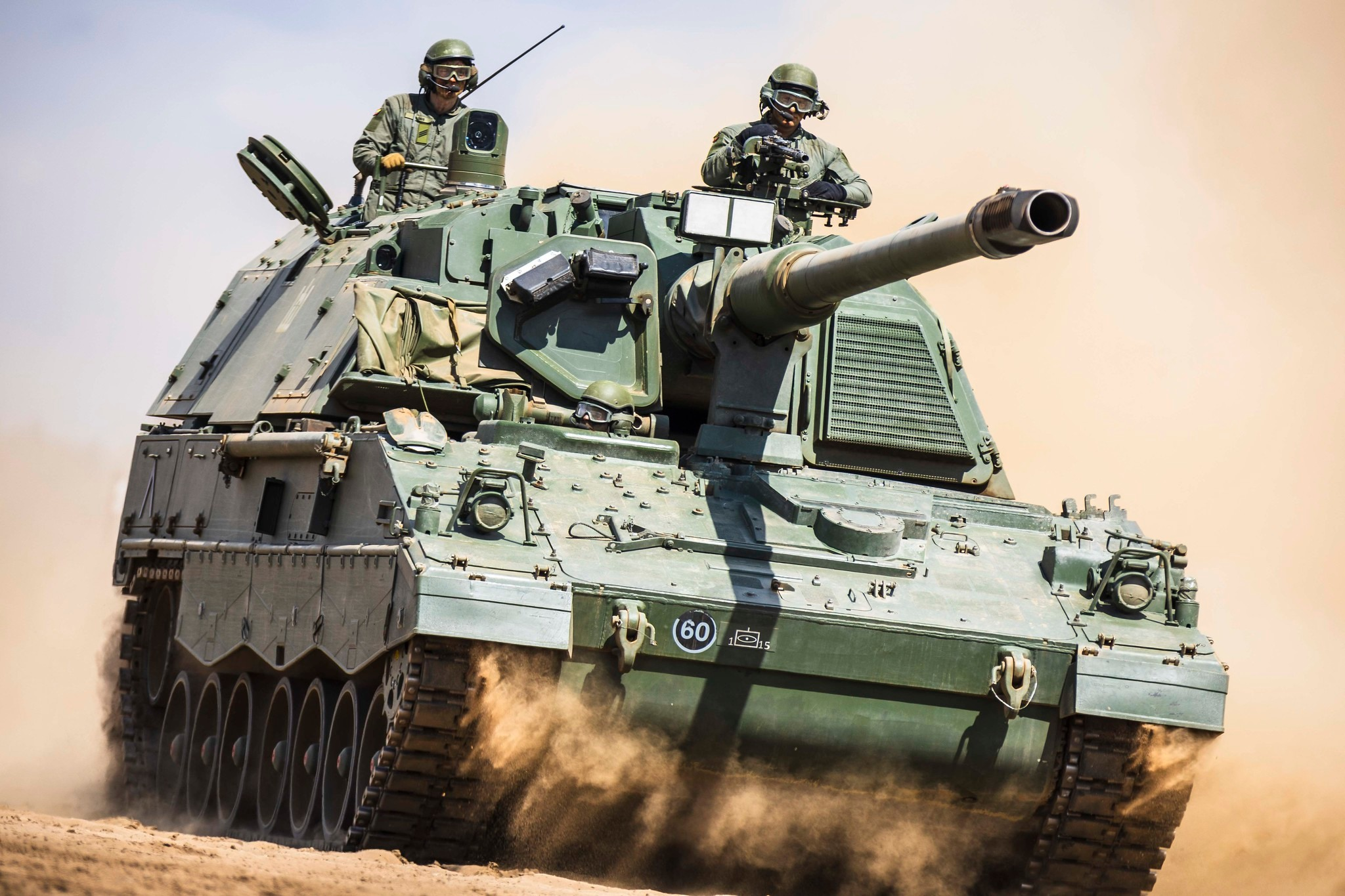
PzH2000自行榴彈砲

## 立陶宛空軍

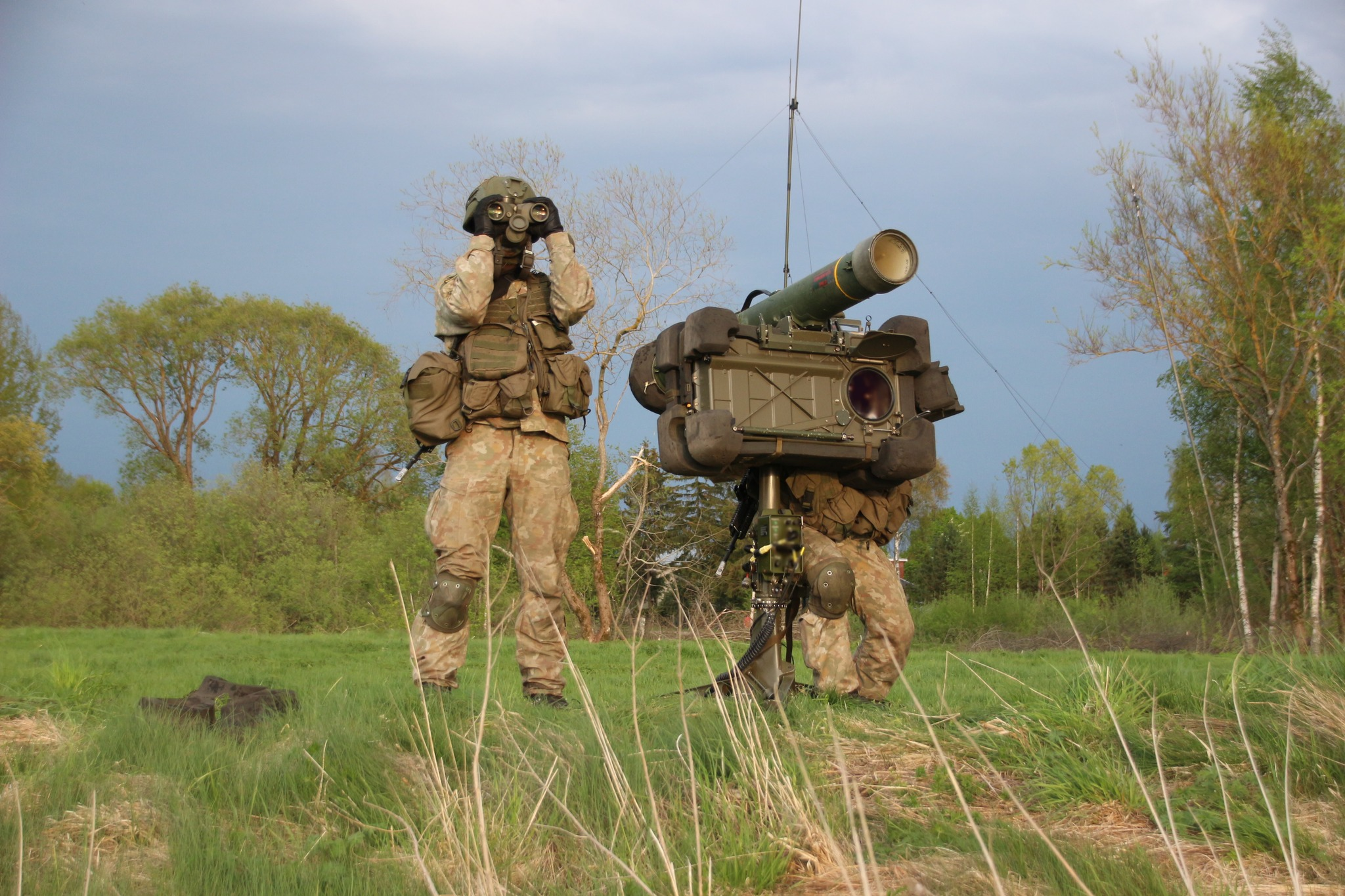
RBS 70便攜式防空飛彈
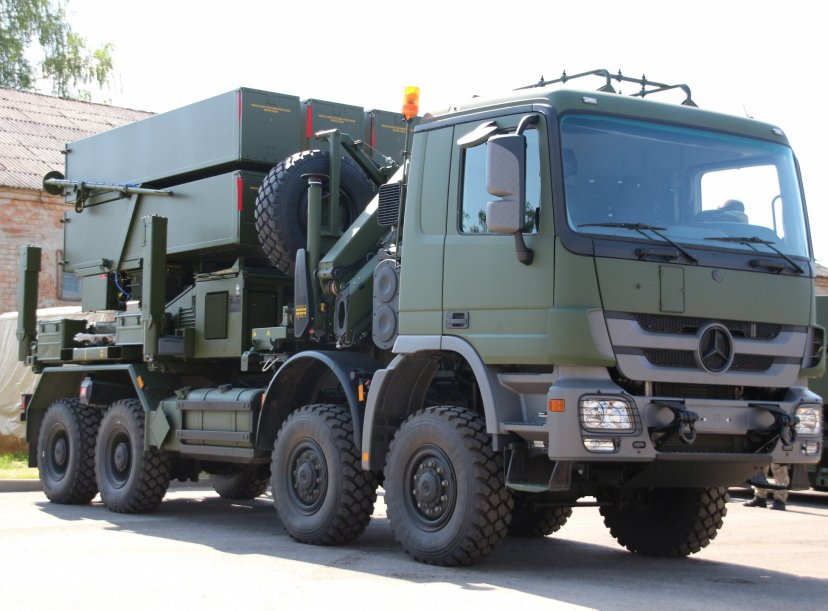
NASAMS 3
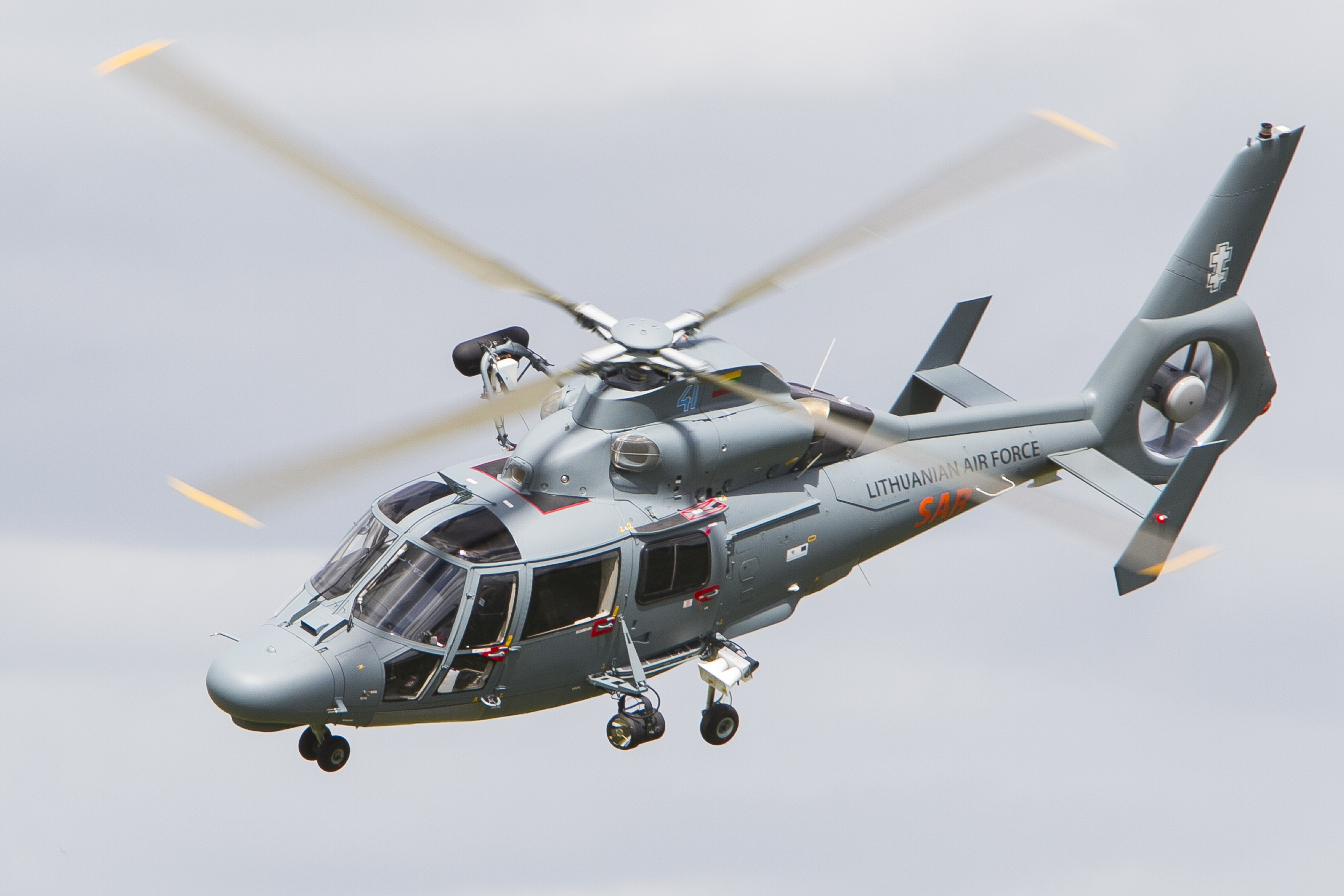
歐直AS365海豚直升機